# Soraluze
Soraluze (in basco) o Placencia de las Armas (in castigliano; ufficialmente Soraluze-Placencia de las Armas) è un comune basco di 3 673 abitanti situato nella provincia di Gipuzkoa.

## Società

### Evoluzione demografica
Abitanti censiti

### Lingue e dialetti
Il dialetto basco locale appartiene alla variante biscaglina.
Nel 2016, il 59,39% della popolazione era euskaldun ("basconfona").